# Folke Zettervall
Folke Zettervall, född den 21 oktober 1862 i Lund, död den 12 mars 1955, var en svensk arkitekt. Han var chefsarkitekt vid Statens Järnvägars arkitektkontor mellan åren 1895 och 1930.

## Biografi

### Utbildning
Efter gymnasiestudier vid högre allmänna läroverket i Lund läste han vidare i Köpenhamn. Mellan år 1879 och 1884 studerade han vid ”det Tekniske Selskabs Skole” för att få en teknisk utbildning samt vid Kunstakademiets Arkitektskole för en konstnärlig utbildning. År 1885 kom han in på konstakademiens arkitekturskola i Sverige och år 1888 var han färdigutbildad arkitekt.

### Yrkesliv
Efter sin examen fick Zettervall först arbete hos sin far på Överintendentsämbetet. År 1890 rekryterades han till Statens Järnvägars arkitektkontor av Adolf Wilhelm Edelsvärd som då var SJ:s chefsarkitekt. Zettervall arbetade där som ritare mellan 1890 och 1895. När Edelsvärd gick i pension blev Zettervall först tillförordnad arkitekt mellan åren 1895 och 1898.
År 1898 blev han Statens Järnvägars chefsarkitekt och var det fram till 1931. Under sina år hos SJ hann Zettervall rita cirka 260 stationshus som uppfördes över hela landet. Han upprättade även ritningar till andra typer av byggnader såsom banvaktsstugor, godsmagasin, ställverk och personalbostäder. Han ritade även byggnader utan järnvägsanknytning, till exempel tingshus, hotell, kyrkor och bostadshus, bland dem den egna villan Tofslärkan 7 som stod färdig 1909.
Zettervall var tjänstgörande arkitekt utom stat vid Överintendentsämbetet 1888-1917 och vid Byggnadsstyrelsen från 1917.

### Hem och familj

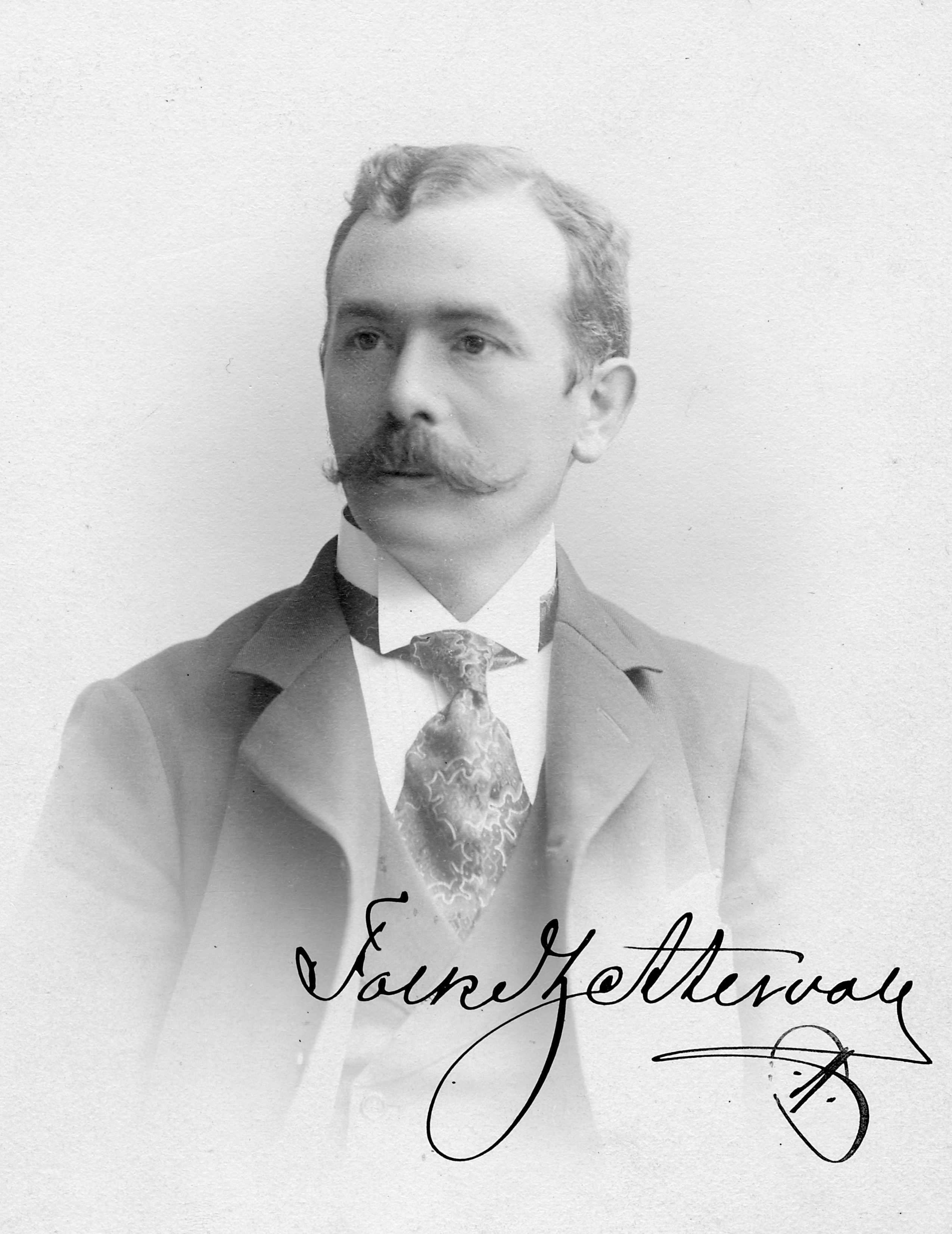
Zettervall 1900.

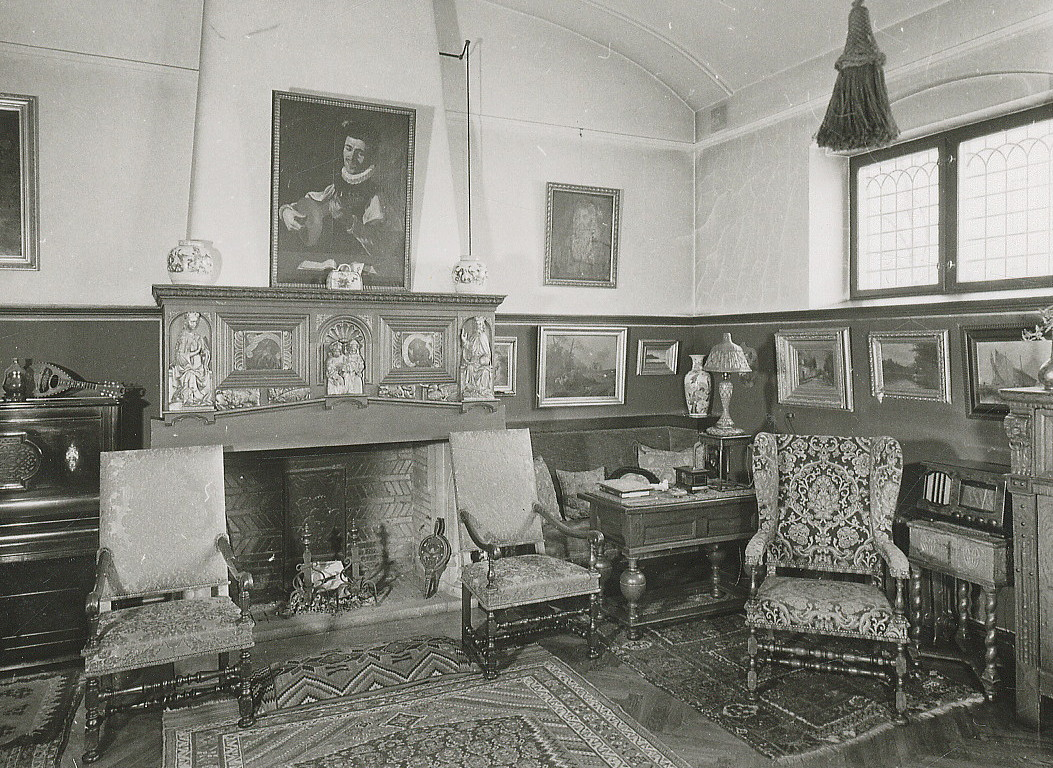
Zettervalls vardagsrummet i stadsvillan Tofslärkan 7, 1956.

Zettervall var son till domkyrkoarkitekten Helgo Zettervall och dennes hustru Ida, född Lagergren. Folke Zettervall gifte sig 1895 med Emma Humble (1872-1896) som strax därefter dog i blodförgiftning. Från december 1900 var han gift med Ellen Bergman (född 1872) fram till hennes död 1944. År 1901 lät han efter egna ritningar uppföra Villa Folkvang, familjens sommarvilla på Hasseludden i Nacka.
År 1910 flyttade paret Folke och Ellen Zettervall till den av Zettervall ritade stadsvillan Tofslärkan 7 vid Odengatan 3 i Lärkstaden. Huset inreddes av byggherren och hans hustru med en mängd äldre skulpturföremål, en del från 1400-talet, hopsamlade under många år från olika trakter i Sverige. Där bodde Zettervall fram till sin död 1955 och hade även sitt arkitektkontor där. Efter hans död gick Tofslärkan 7 genom testamente till Sveriges Arkitekters Riksförbund (SAR) och blev deras kansli och klubbhus kallad Arkitekternas Hus. Fastigheten är blåmärkt av Stadsmuseet i Stockholm vilket är den högsta klassen och innebär "att bebyggelsen bedöms ha synnerligen höga kulturhistoriska värden".
Zettervall fann sin sista vila på Norra begravningsplatsen där han gravsattes i familjegraven den 29 mars 1955.

## Byggnader
Byggnader som Zettervall ritat eller ritat om (urval).

### Stationshus
De järnvägslinjer där Folke Zettervall ritade vissa stationshus är följande:
- Krylbo–Frövi
- Bohusbanan, Göteborg–Skee
- Nyköpingsbanan, Järna–Nyköping
- Inlandsbanan, Orsa–Gällivare, med bibanor Storuman–Hällnäs, Vännäs–Umeå, Jörn–Arvidsjaur och Bastuträsk—Skelleftehamn
- Malmbanan, Gällivare–Riksgränsen
- Haparandabanan, Boden–Karungi–Haparanda[7]

### Bevarade stationshus
- Alvesta station 1909
- Avesta Krylbo station 1902
- Fagersta centralstation 1900
- Frövi station 1874
- Gnesta station 1907
- Hässleholms centralstation 1921
- Karbennings station 1900
- Kiruna centralstation 1915 (revs 2017)
- Partille station 1901
- Skinnskattebergs station 1900
- Snytens station 1900
- Stockholms centralstation (om- och tillbyggnad)
- Sölvesborgs station 1899
- Kumla station 1900
- Ulvåkers stationshus 1919
- Västanfors stationshus 1900

### Övriga byggnader
- SJ-husen, det yngre av Järnvägsmännens hus i Malmö
- Ångfärjestationen, Helsingborg
- Apoteket Svanen, Lund
- Suntaks kyrka, Skara stift
- Sånglärkan 2, Sköldungagatan 4 , Lärkstaden
- Sånglärkan 9, Baldersgatan 3, Lärkstaden
- Tofslärkan 6, Odengatan 5, Lärkstaden (Lettlands ambassad i Stockholm)
- Tofslärkan 7, Odengatan 3, Lärkstaden (Zettervalls boningshus).
- Villa Folkvang, Hasseludden, Nacka kommun (Zettervalls sommarvilla)
- Filipstads högre allmänna läroverk

### Noter

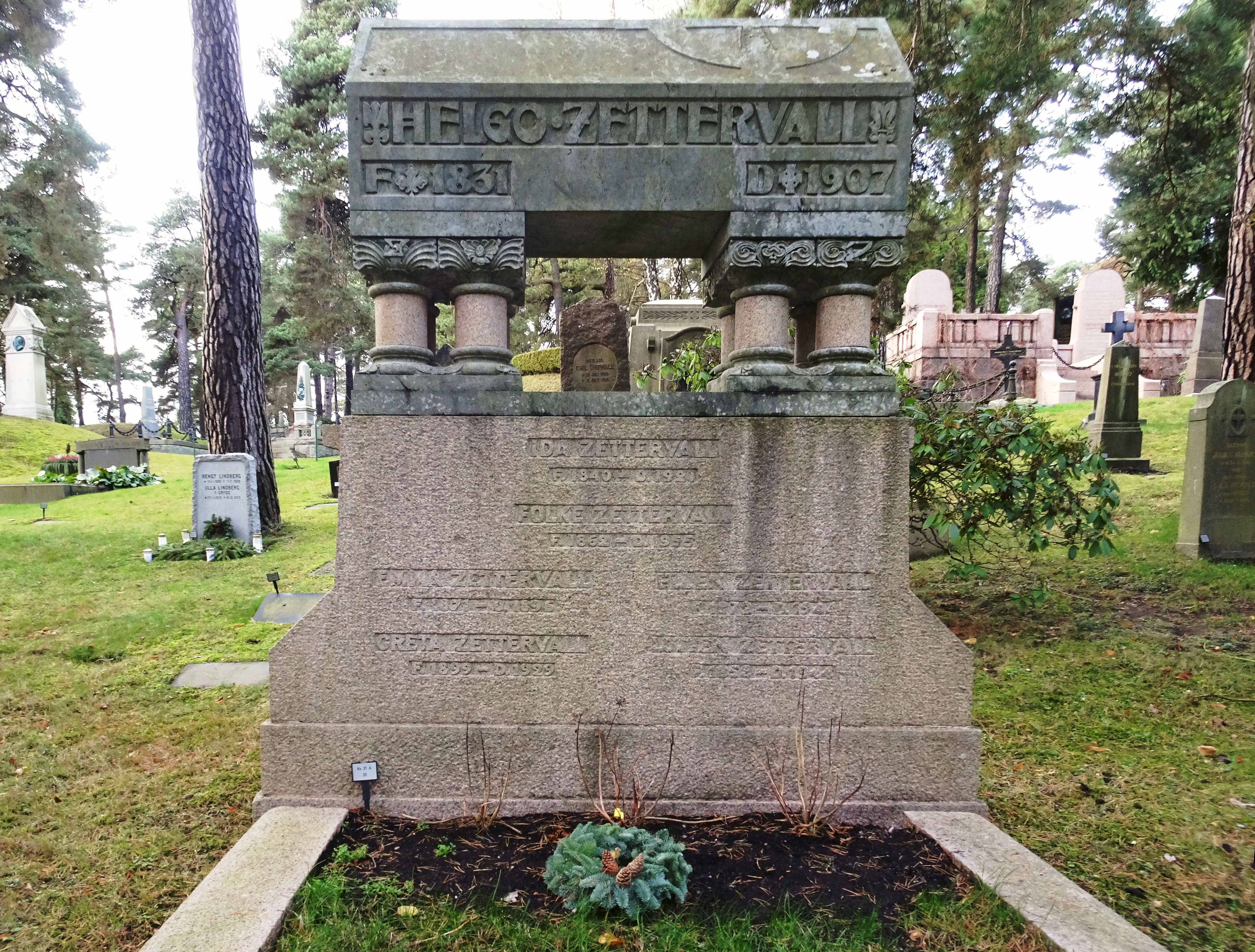
Zettervalls familjegrav på Norra begravningsplatsen.

## Bilder, byggnader i urval

### Stationshus

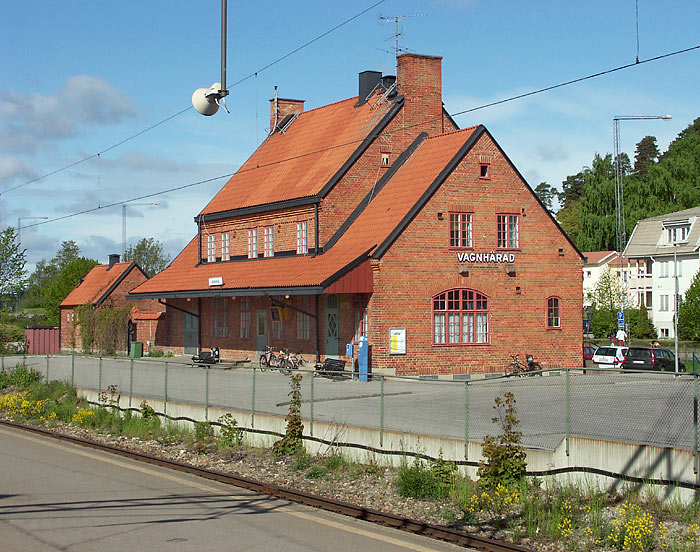
Vagnhärads station
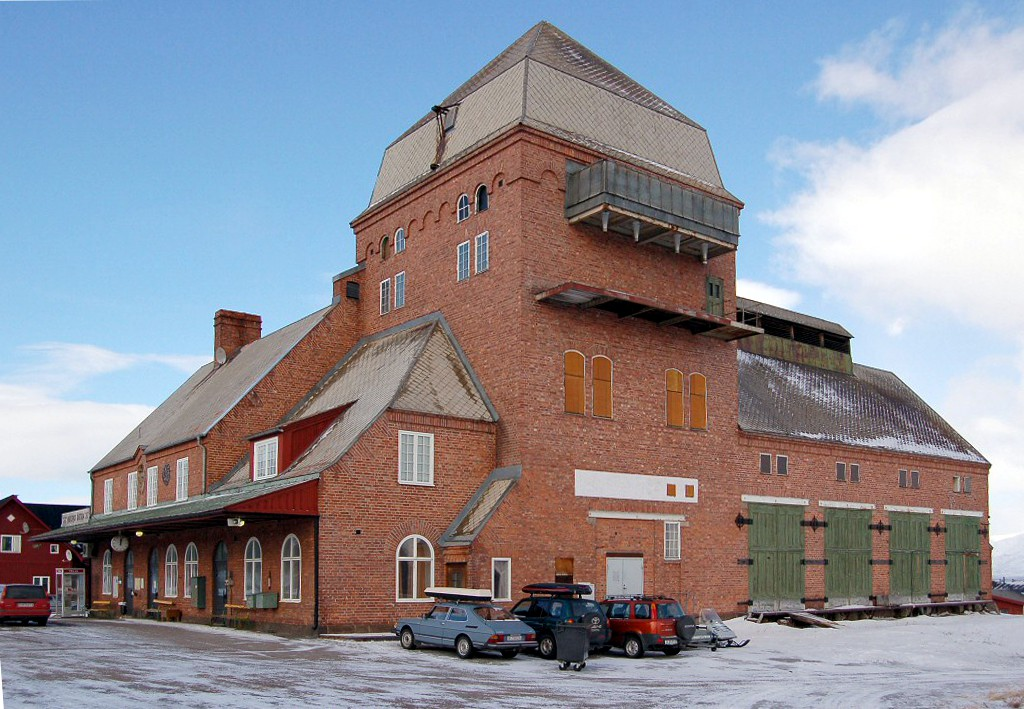
Abisko östra järnvägsstation
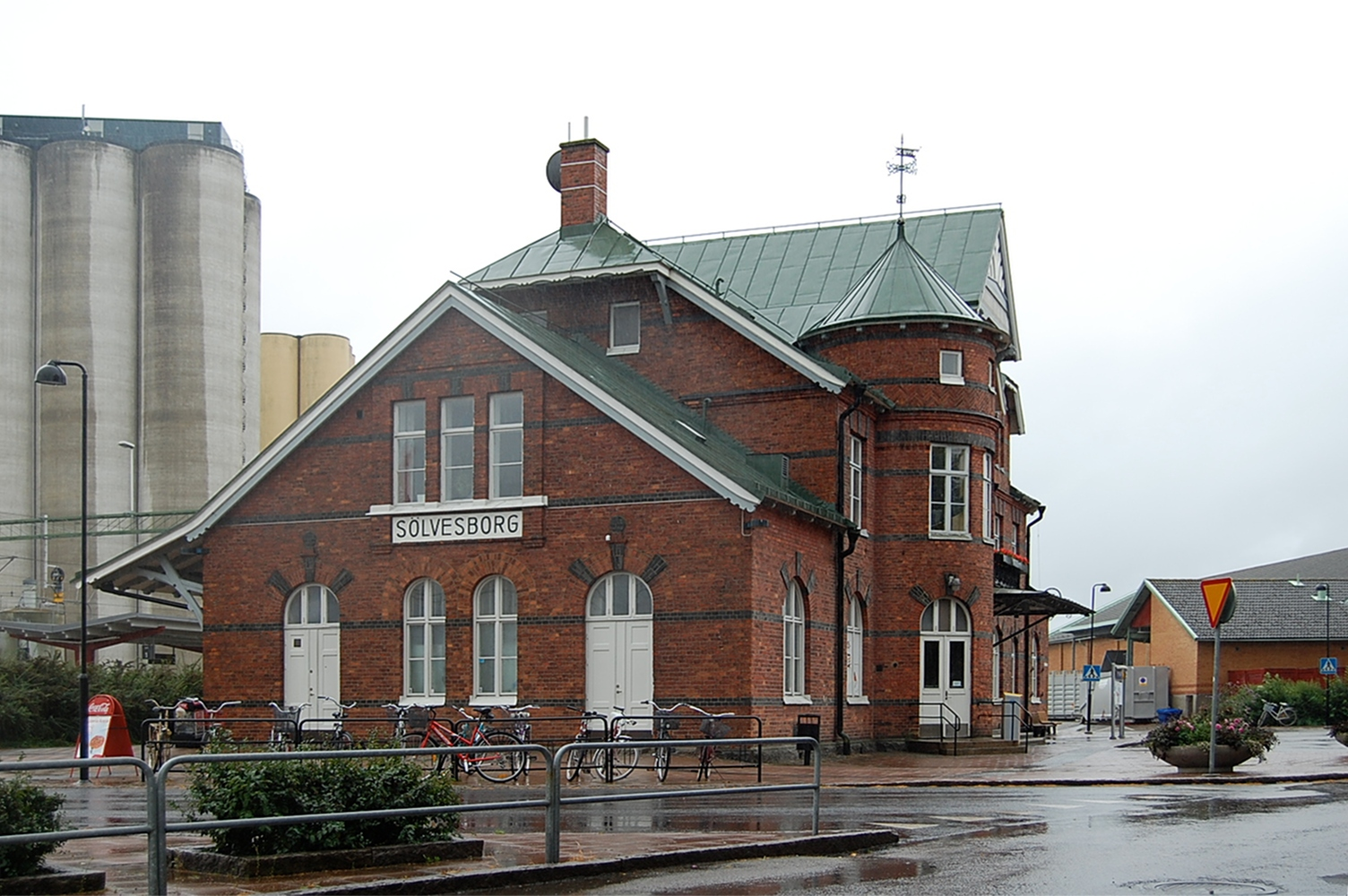
Sölvesborgs station
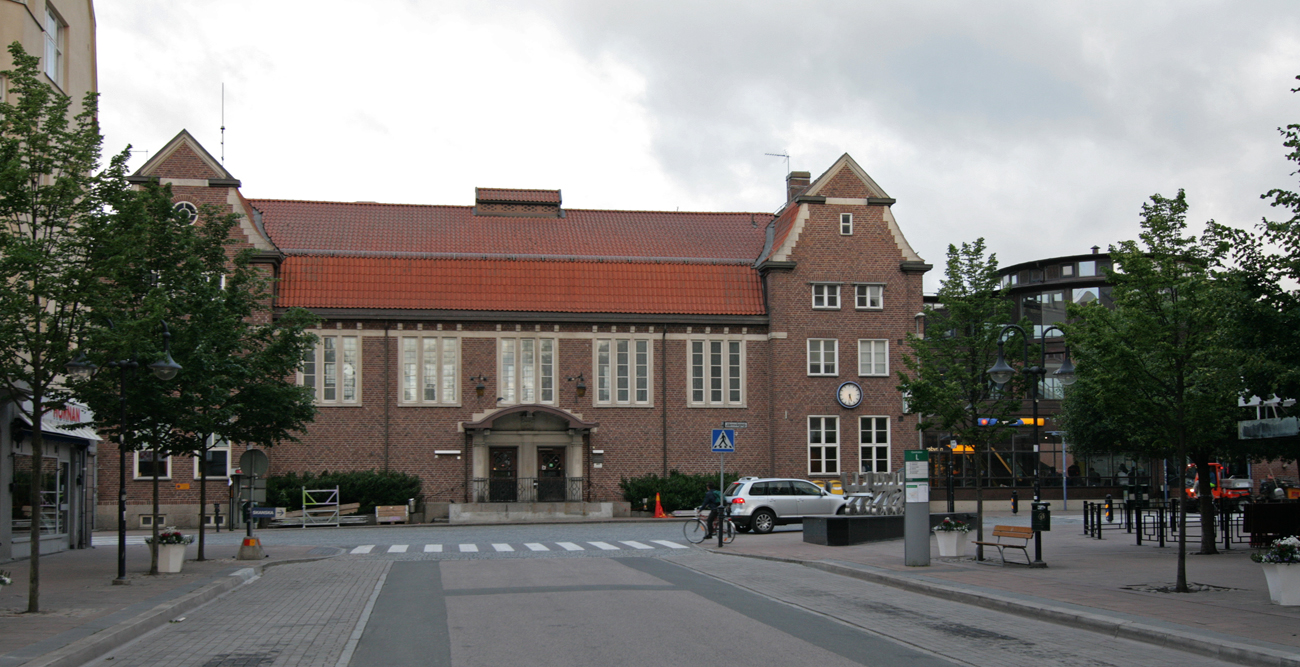
Hässleholms centralstation
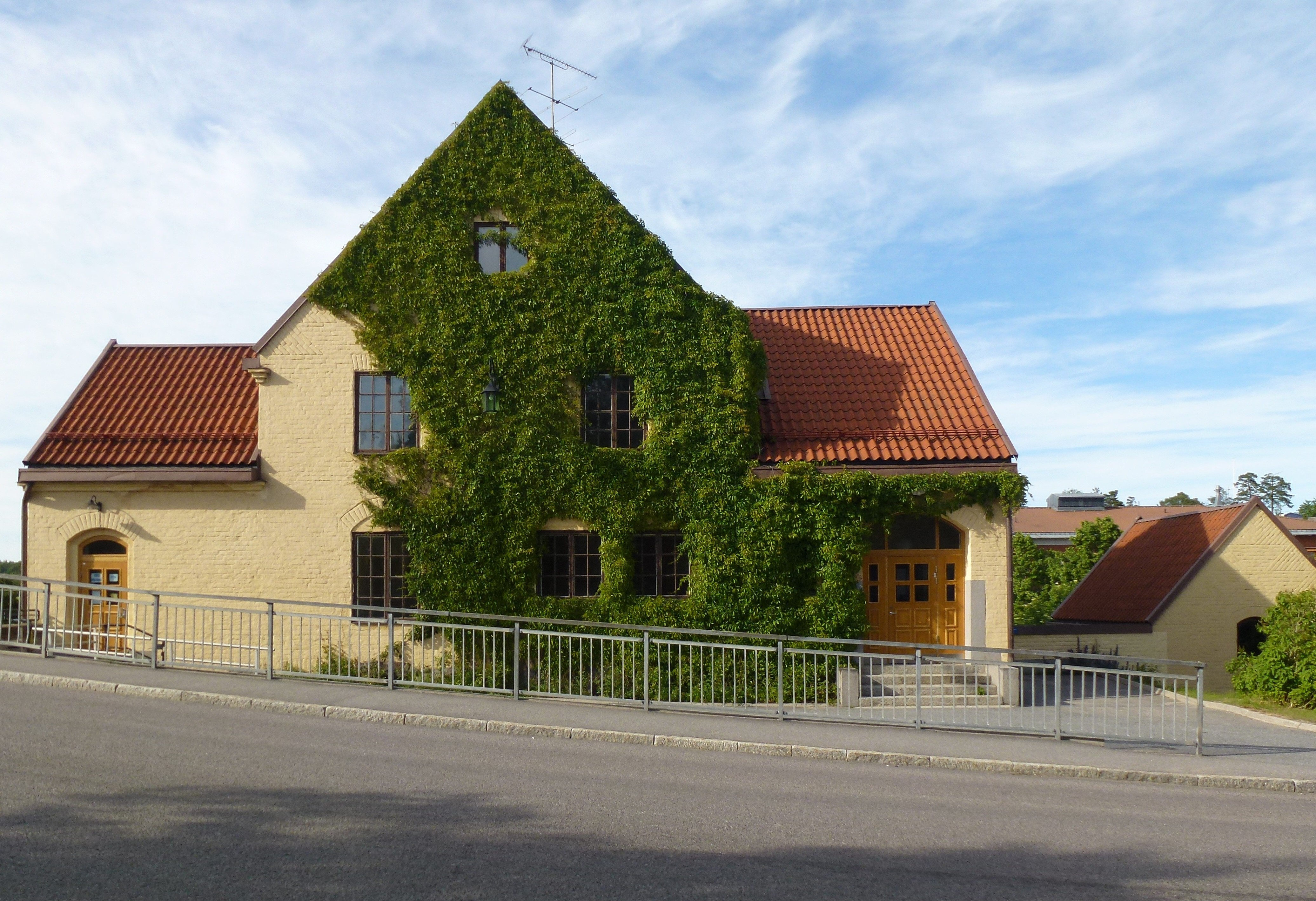
Stuvstas gamla stationsbyggnad
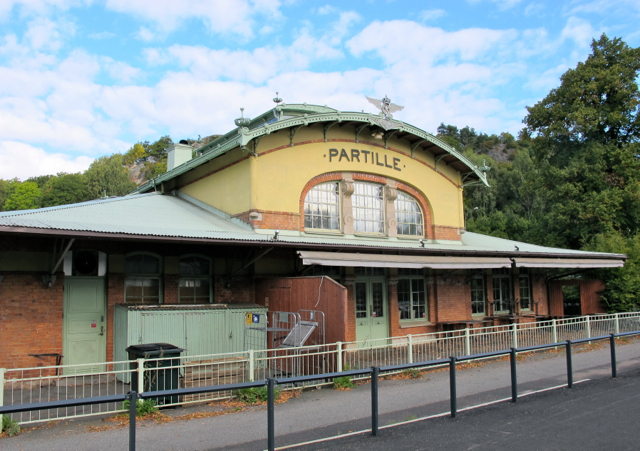
Partille station
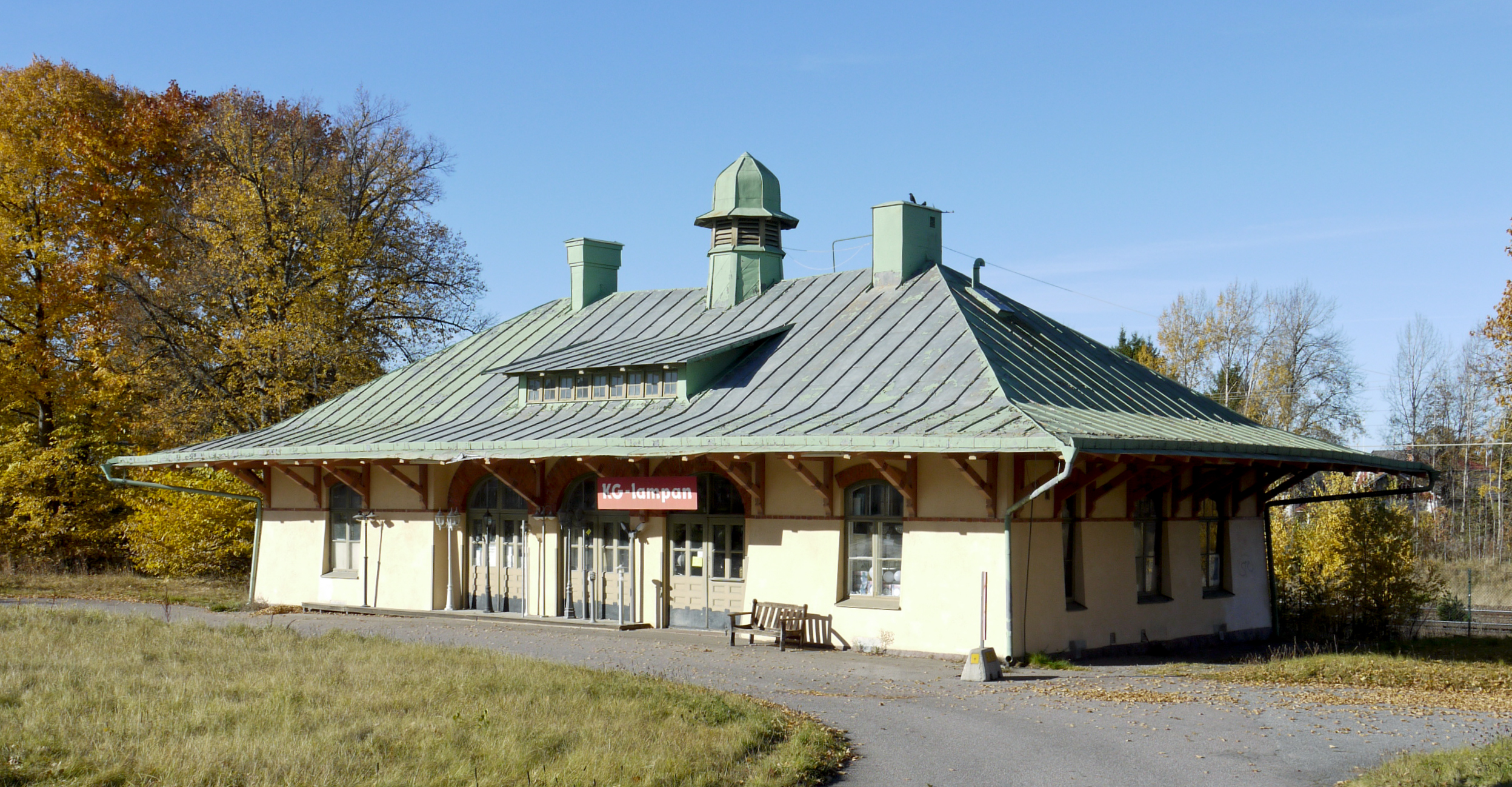
Malmslätts f.d. stationshus
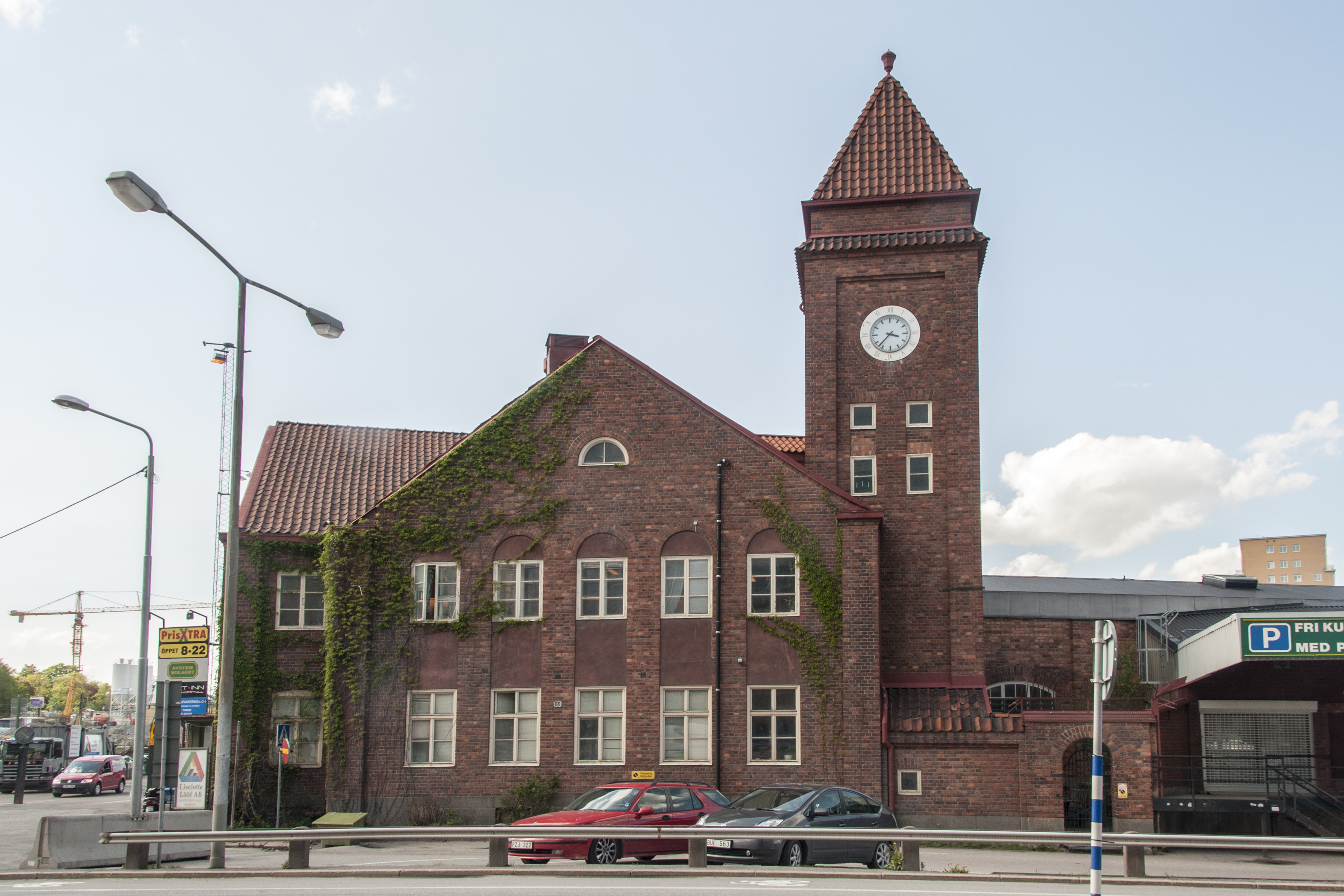
Stockholms norra station   (Riven 2014)
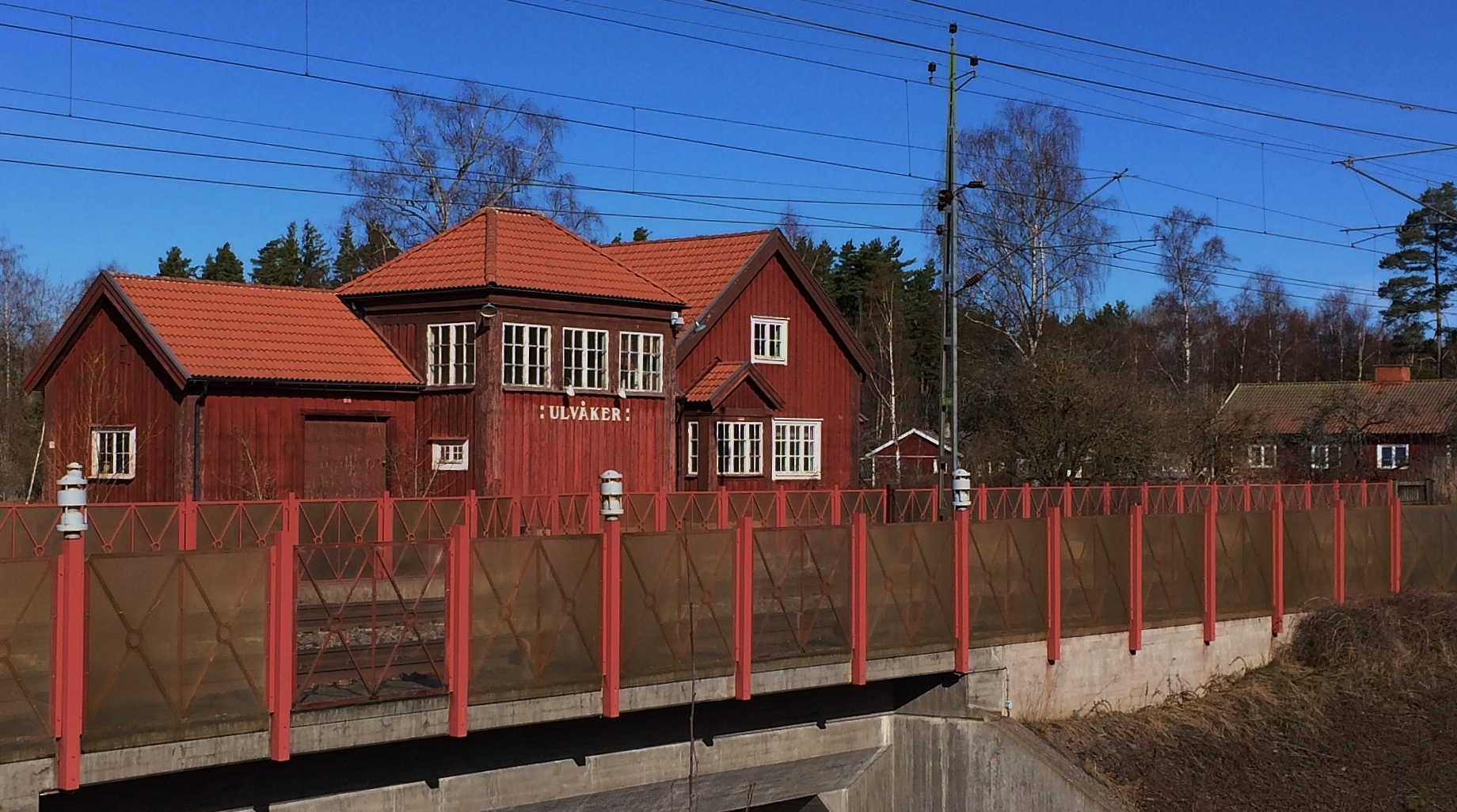
Ulvåkers stationshus 1919
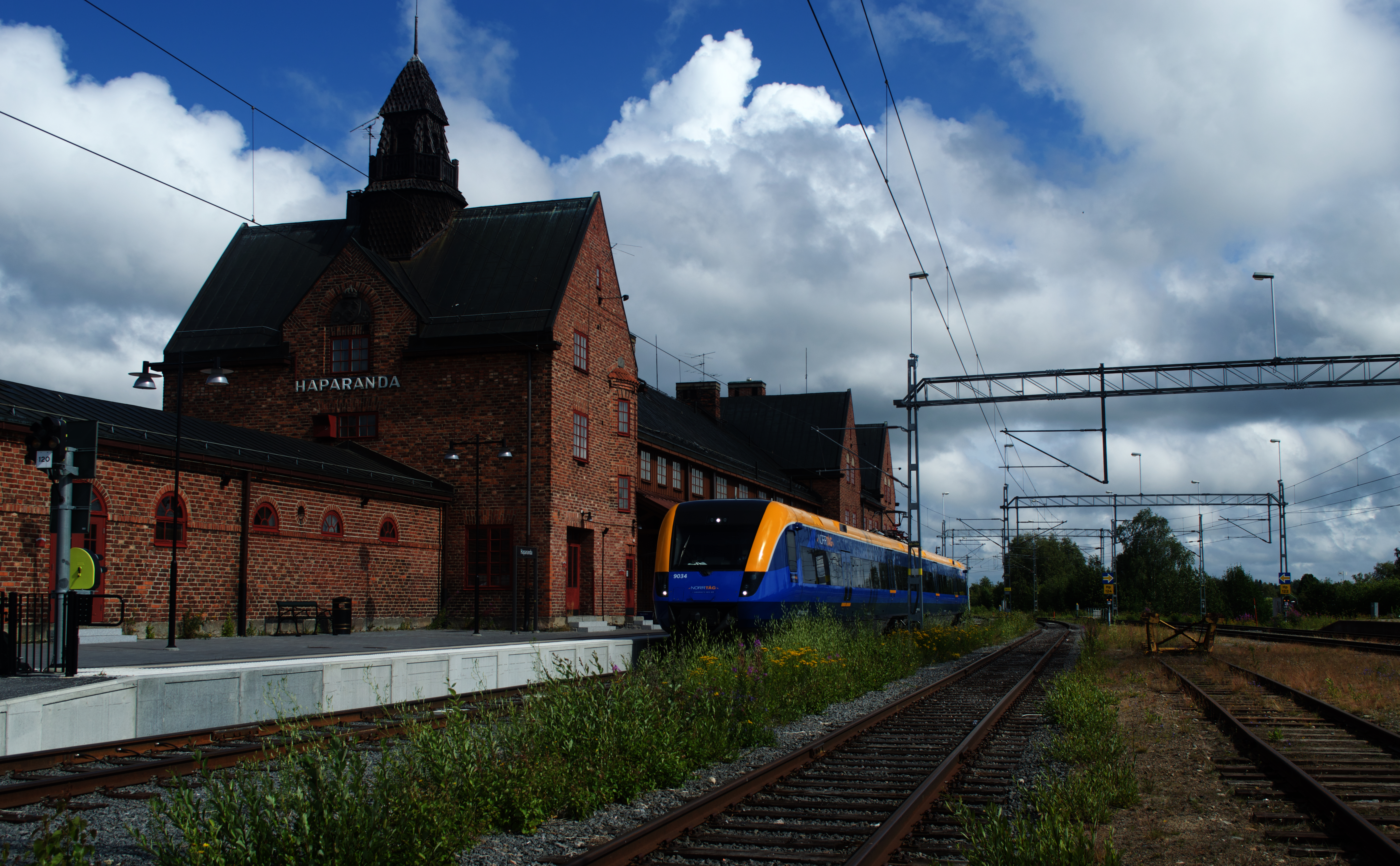
Haparanda station

### Andra byggnader

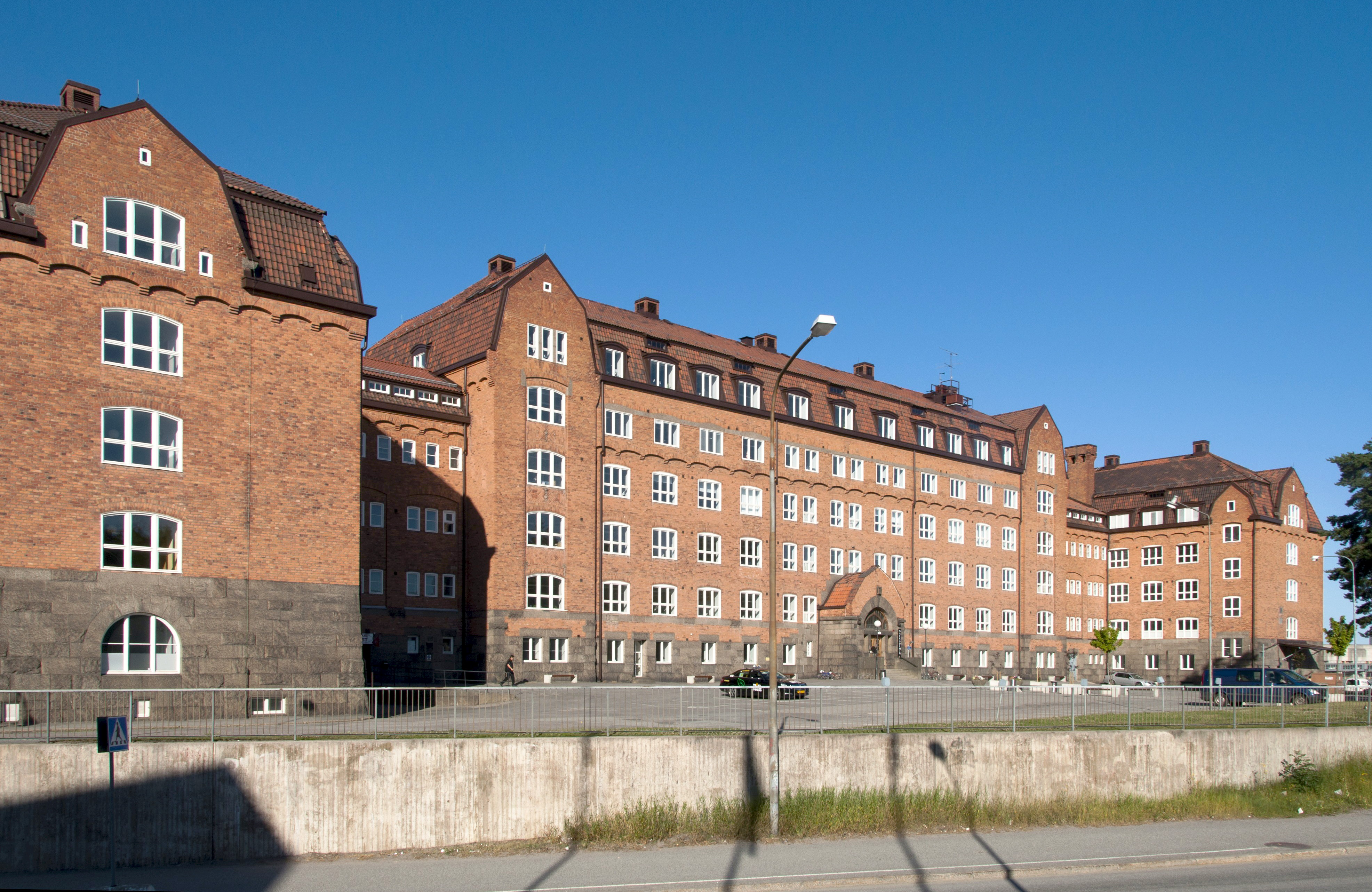
Kontrollkontoret, Solna.
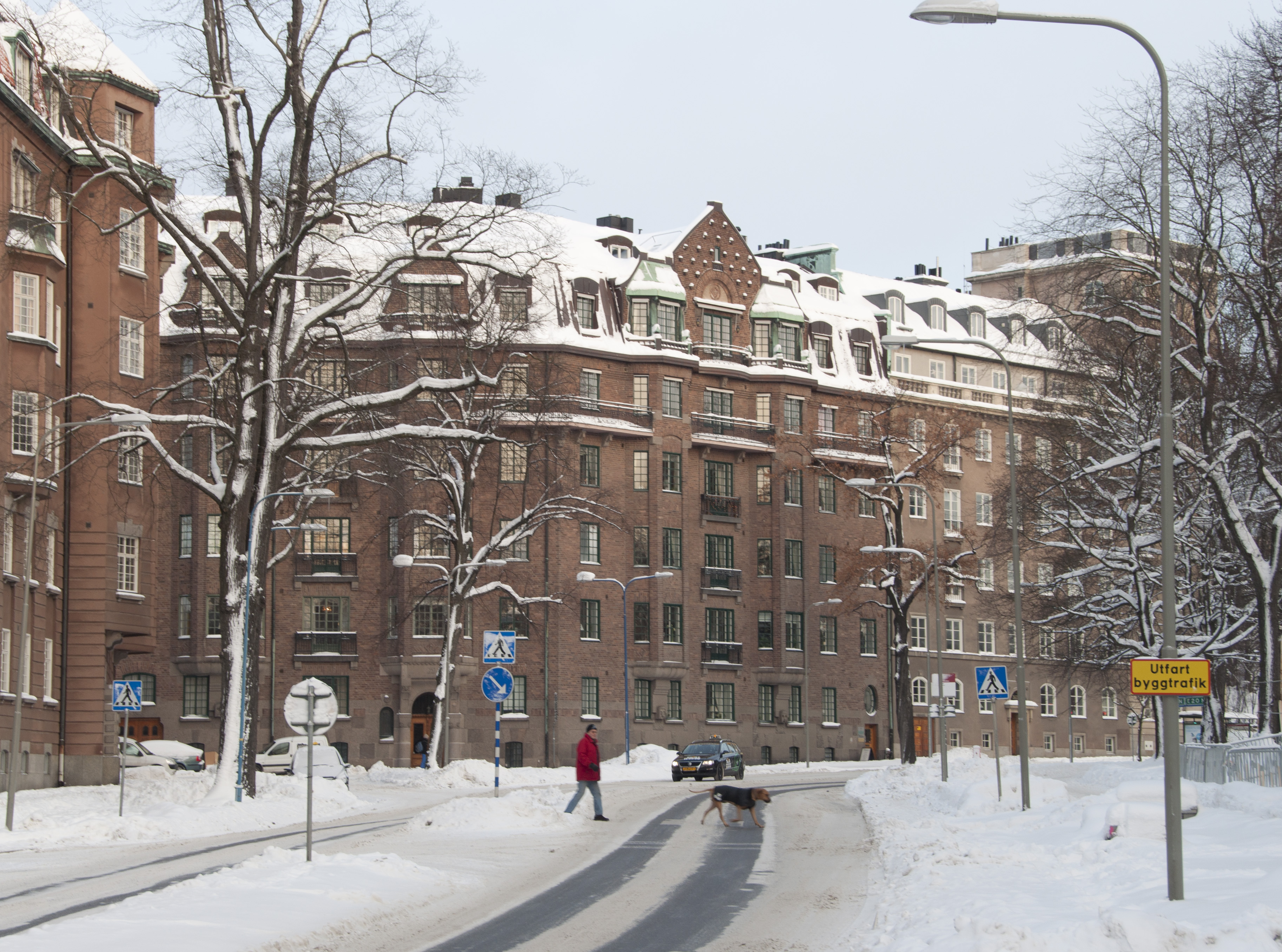
Hornblåsaren 6, Strandvägen 63, Stockholm.
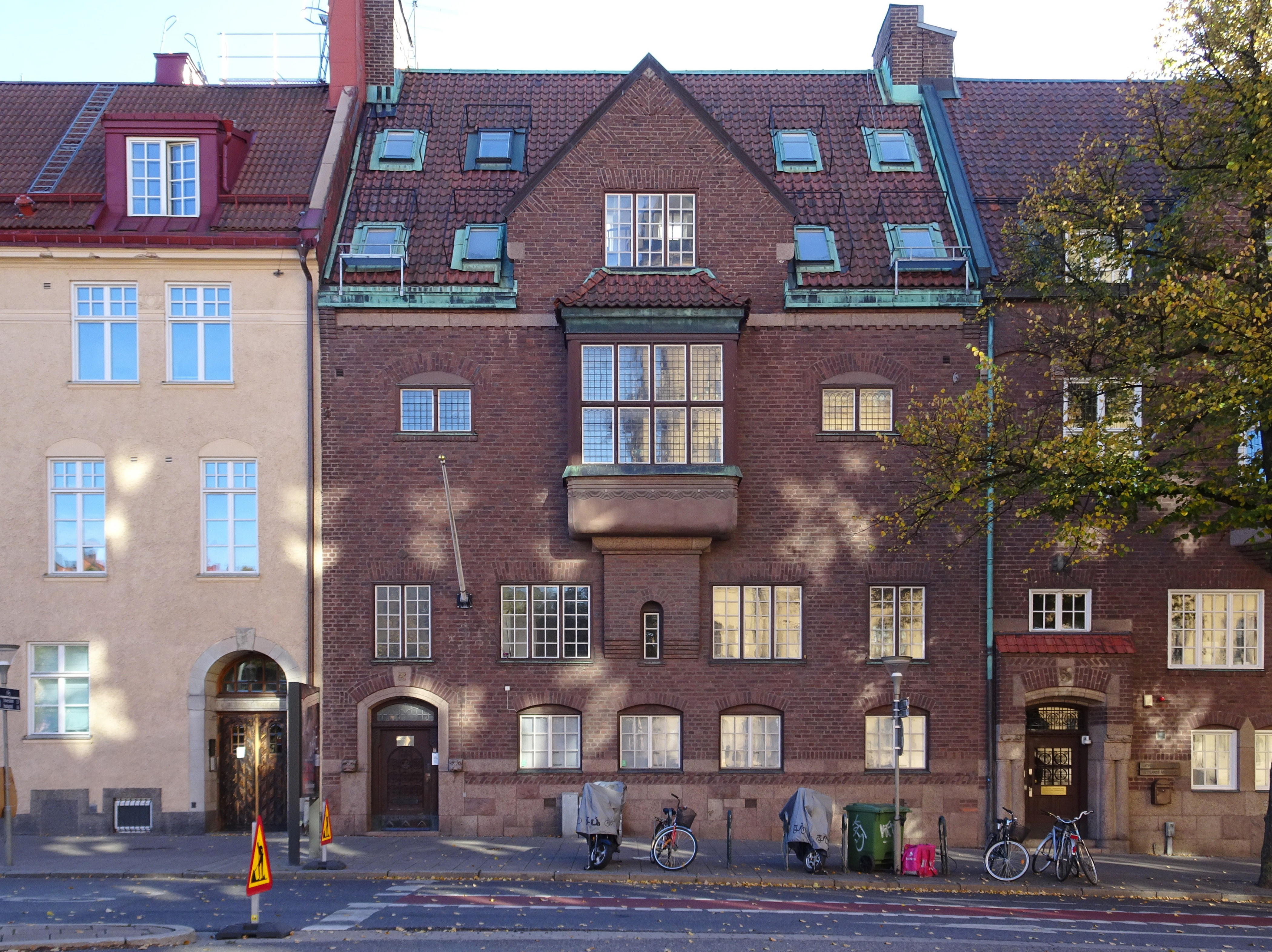
Tofslärkan 7, Odengatan 3, Stockholm, den egna villan.
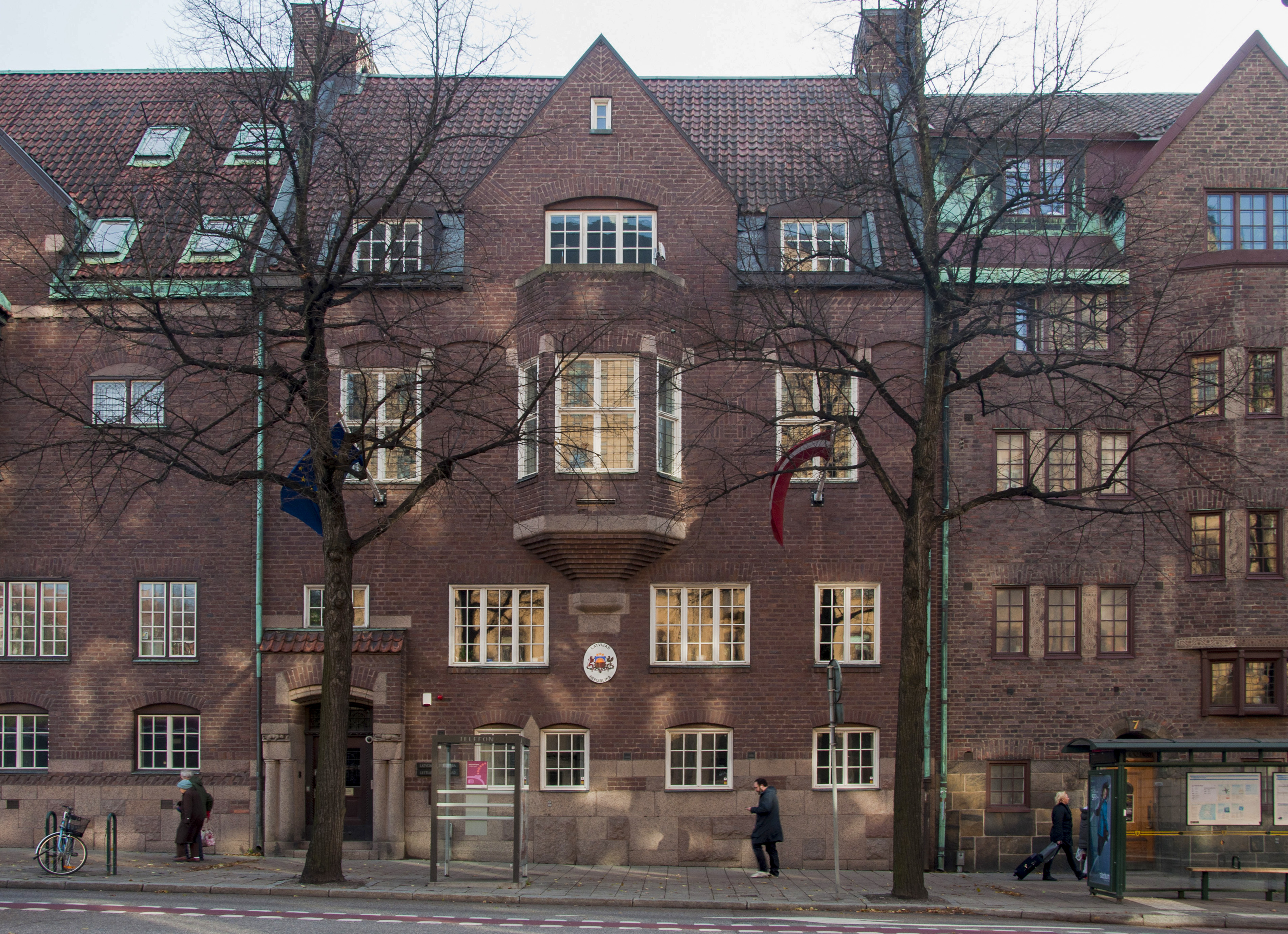
Tofslärkan 6, Odengatan 5.
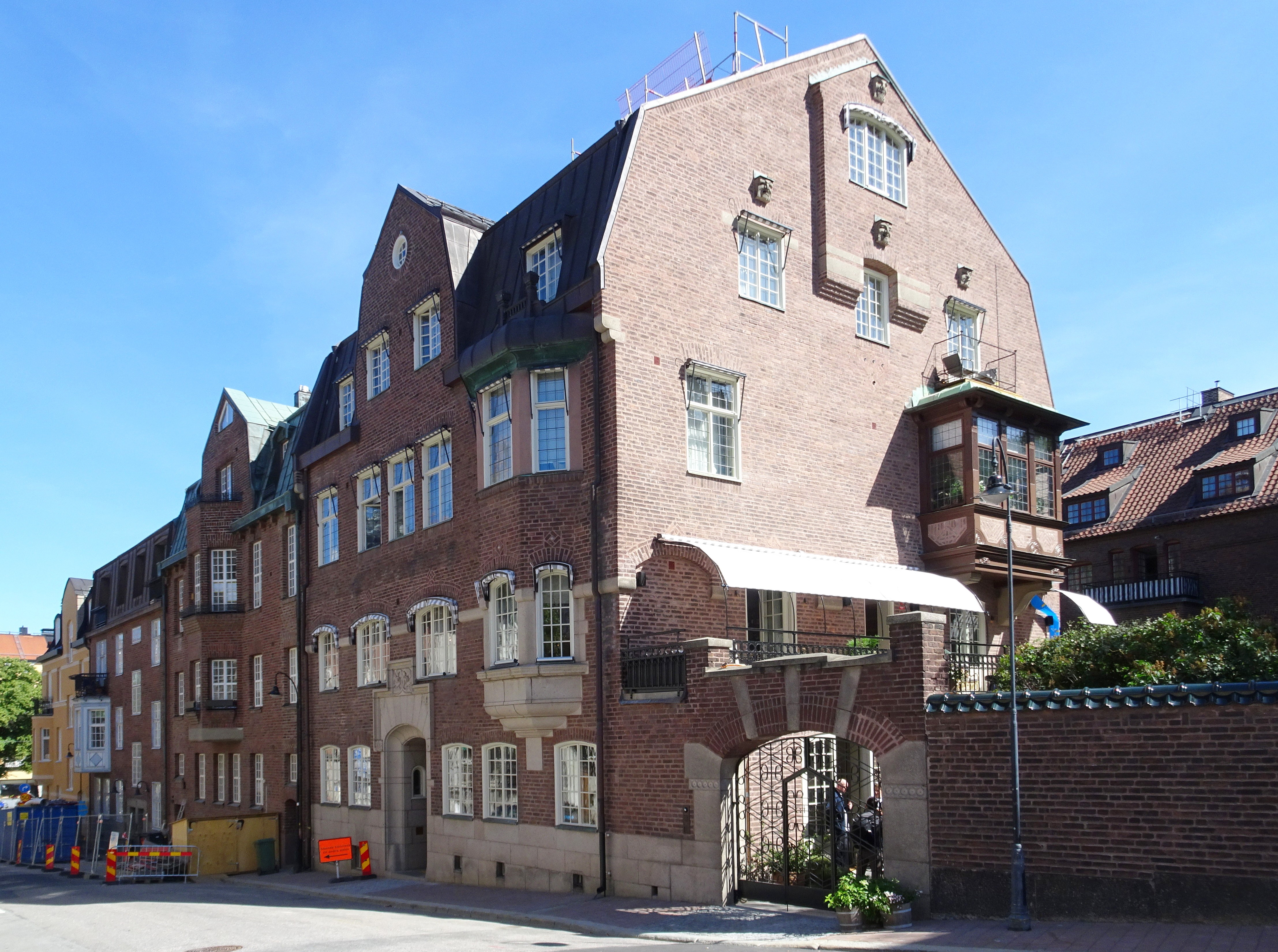
Sånglärkan 2, Sköldungagatan 4.
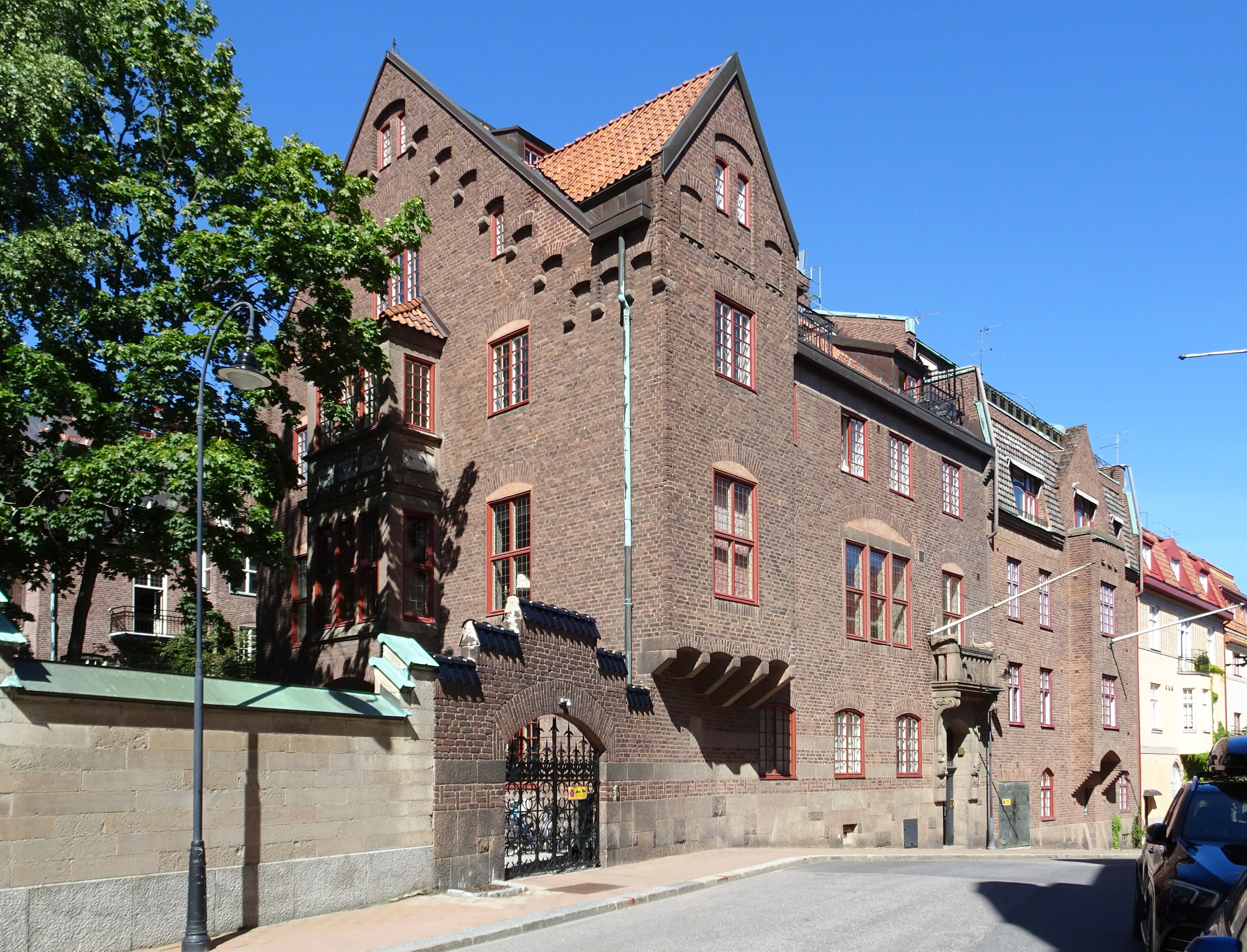
Sånglärkan 9, Baldersgatan 3.
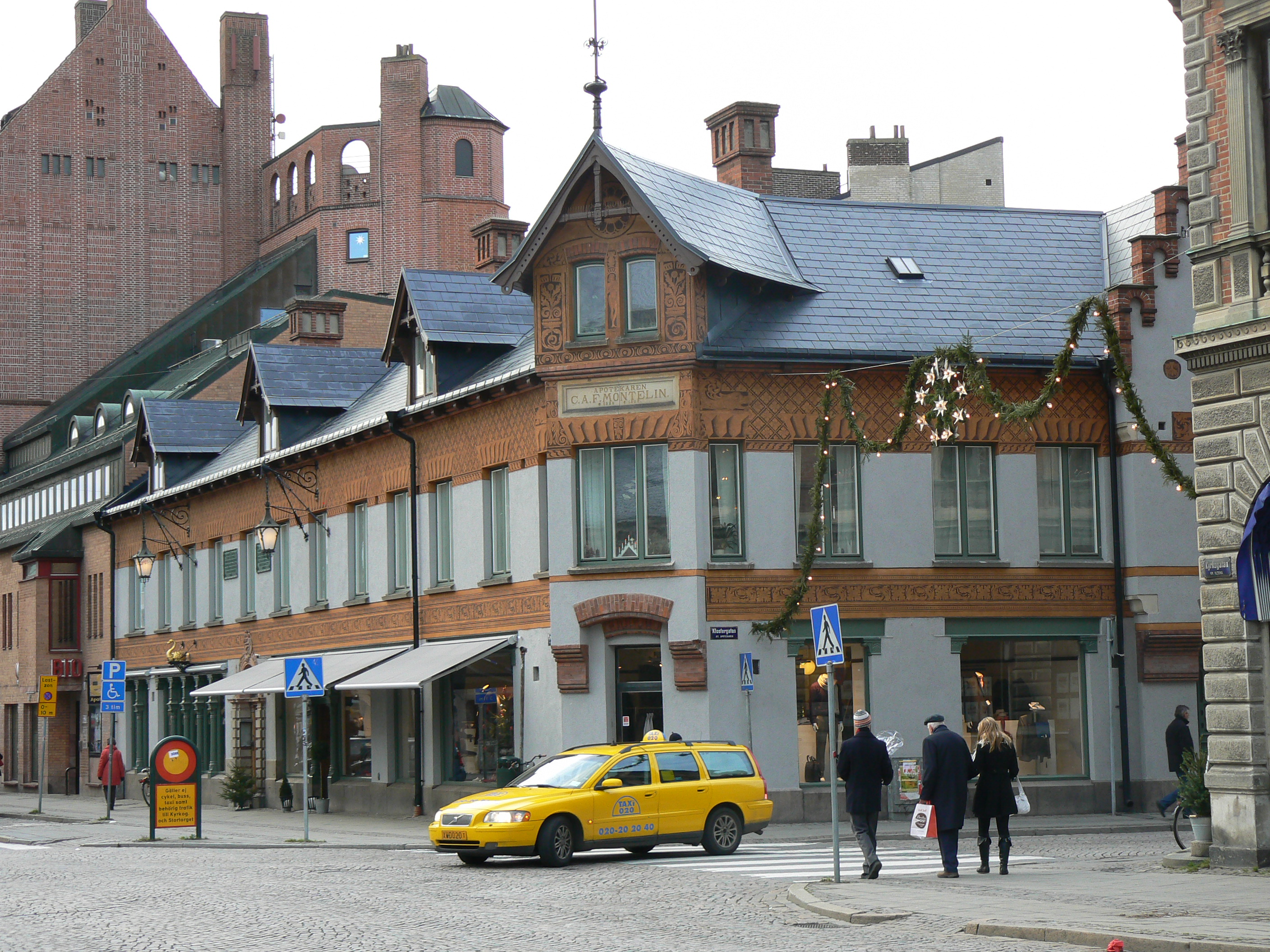
Apoteket Svanen, Lund.
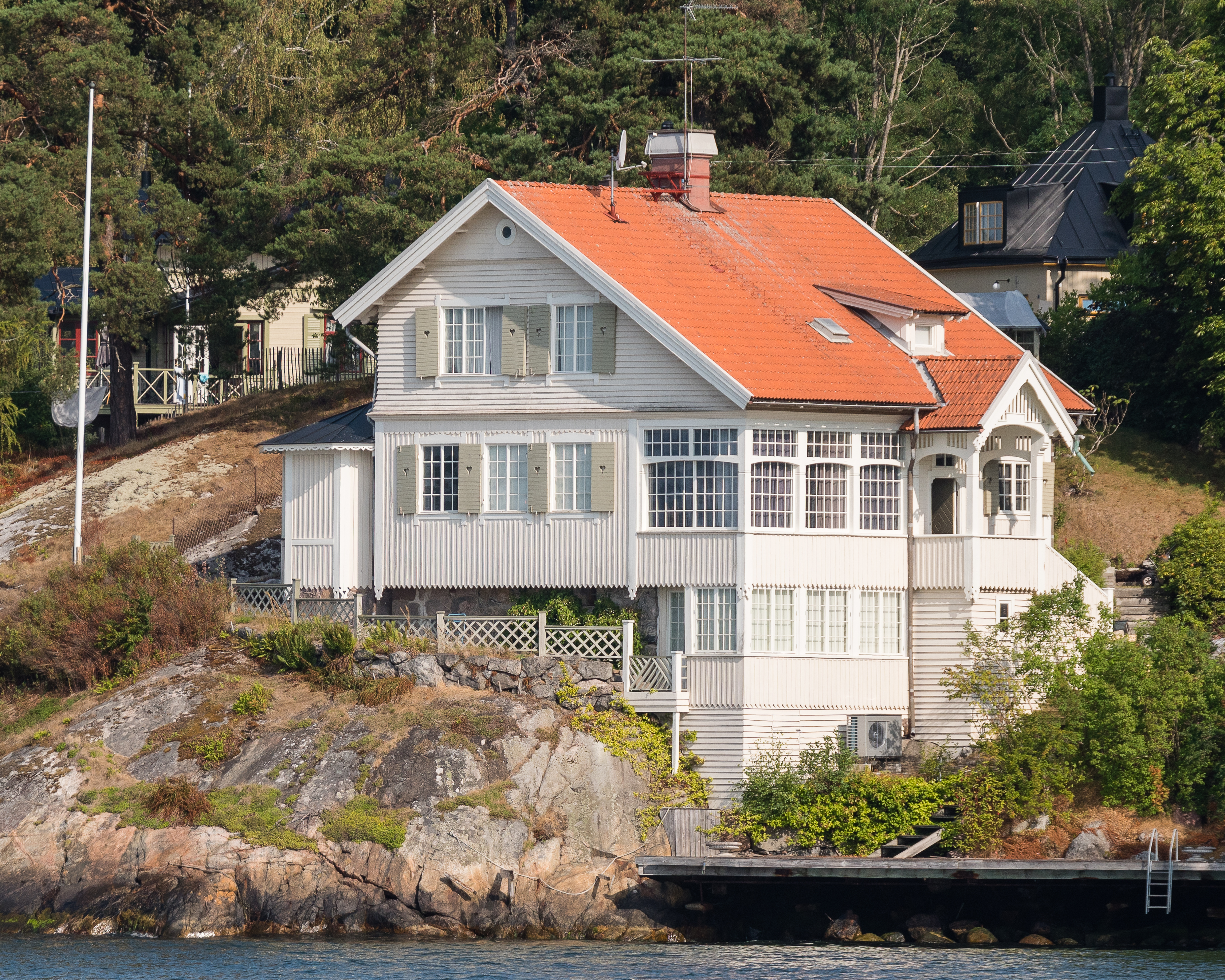
Villa Folkvang, Hasseludden, Nacka.
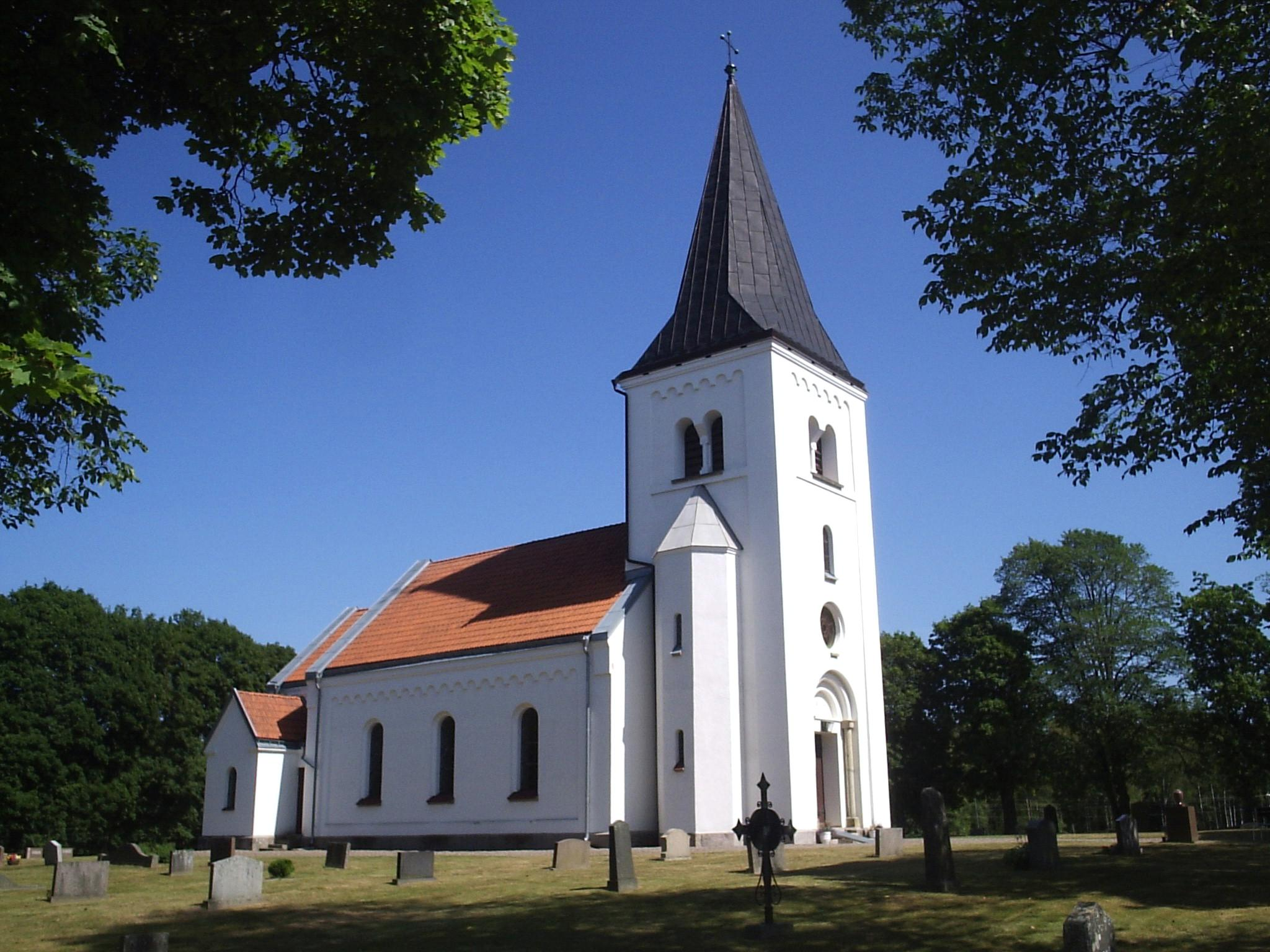
Suntaks kyrka.
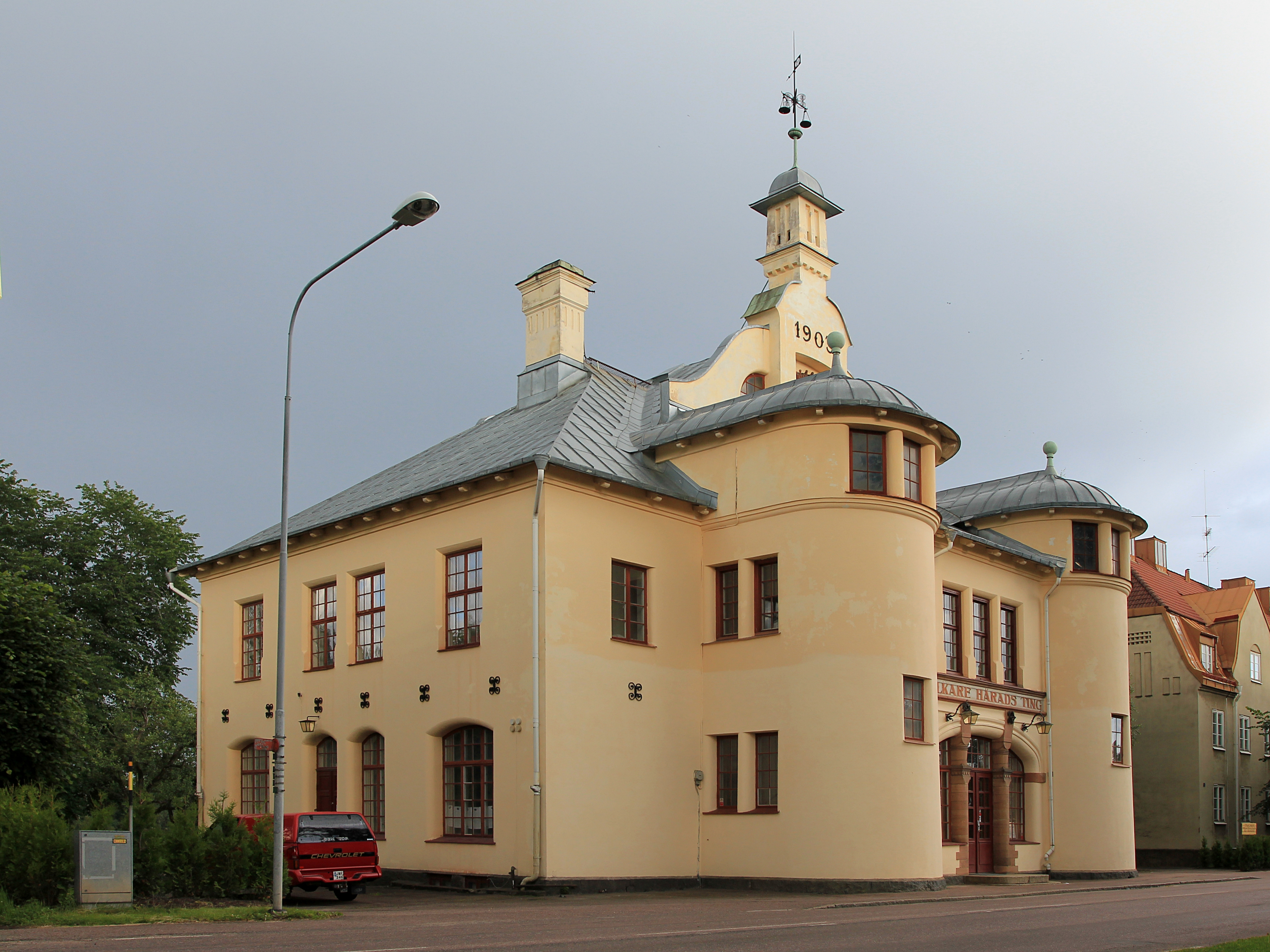
Krylbo tingshus.
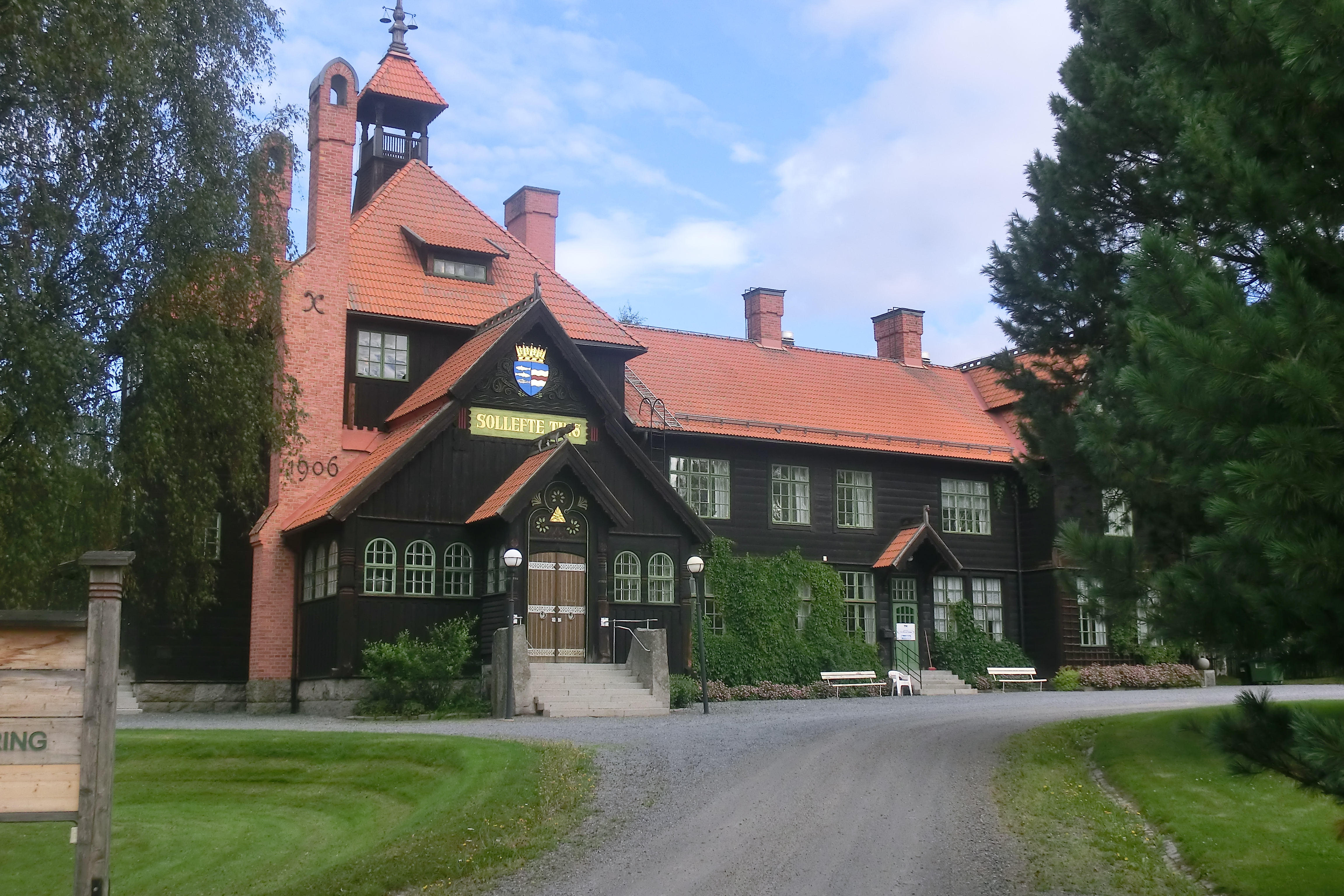
Sollefteå tingshus.